# Ho Iat Seng
Ho Iat-seng en chino: 賀一誠; (Macao, 12 de junio de 1957) es un político macaense que se desempeñó como el tercer Jefe Ejecutivo de Macao desde diciembre de 2019 hasta diciembre de 2024.

## Biografía
Ho estudió en la Pooi To Middle School en Macao. En 1992, estudió ingeniería electrónica y economía en la Universidad de Zhejiang; más tarde se convertiría en miembro visitante de la universidad.
Ho se desempeñó como miembro de la Conferencia Consultiva Política del Pueblo Chino de la Provincia de Hejiang de 1978 a 1998. En 2000, fue seleccionado como miembro del Congreso Nacional del Pueblo en representación de Macao y se convirtió en miembro del Comité Permanente en 2001. De 2004 a 2009, se desempeñó como miembro del Consejo Ejecutivo de Macao. En 2009, fue elegido miembro de la Asamblea Legislativa de Macao y, de 2013 a 2019, ocupó el cargo de presidente de la misma. El 18 de abril de 2019, Ho anunció su intención de presentarse a las elecciones en agosto para Jefe Ejecutivo de Macao.
Ho fue elegido Jefe Ejecutivo de Macao el 25 de agosto de 2019, y posteriormente fue confirmado como tal por Li Keqiang, Primer Ministro de China. Fue juramentado oficialmente como el 3er Jefe Ejecutivo de Macao el 20 de diciembre, coincidiendo con el 20 aniversario de la transferencia de la soberanía de Macao a China.